# Colección Harrach

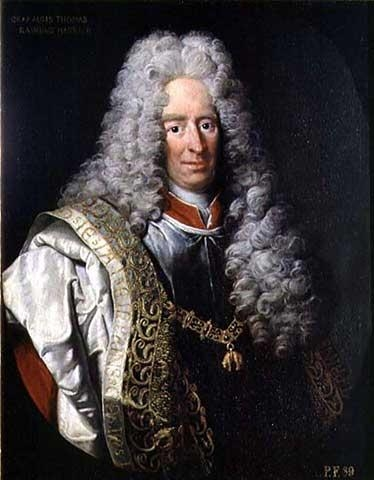
Retrato del conde Alois Thomas Raimund von Harrach, virrey de Nápoles, uno de los miembros más ilustres de la saga.

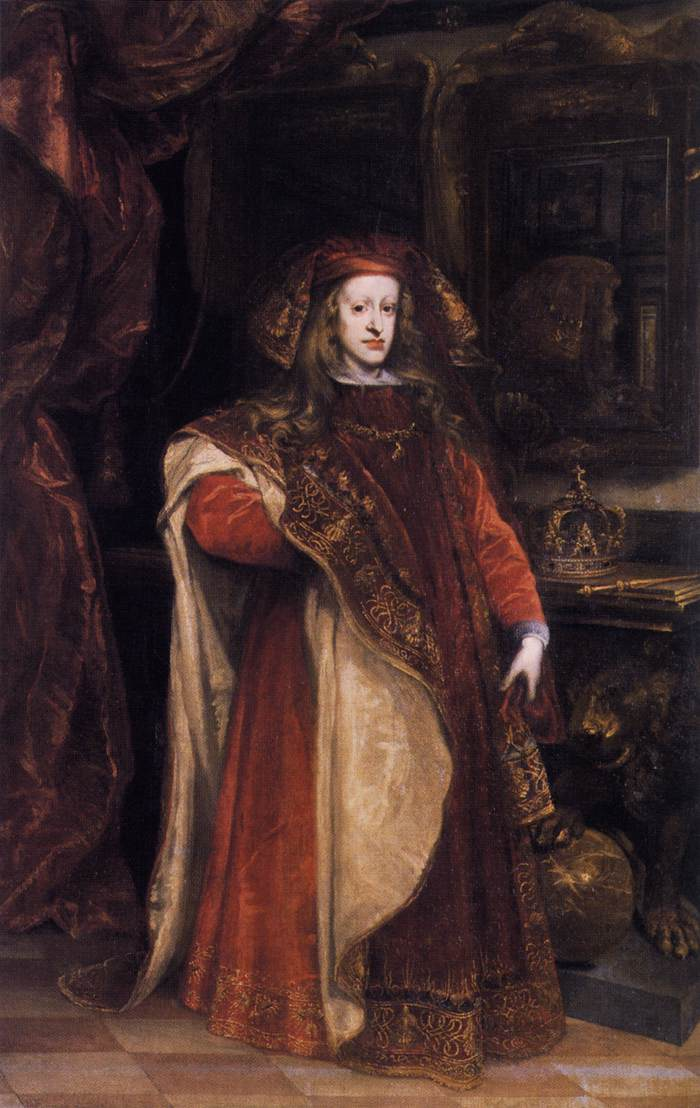
Carlos II de España ataviado como gran maestre de la Orden del Toisón de Oro, retrato de Juan Carreño de Miranda.

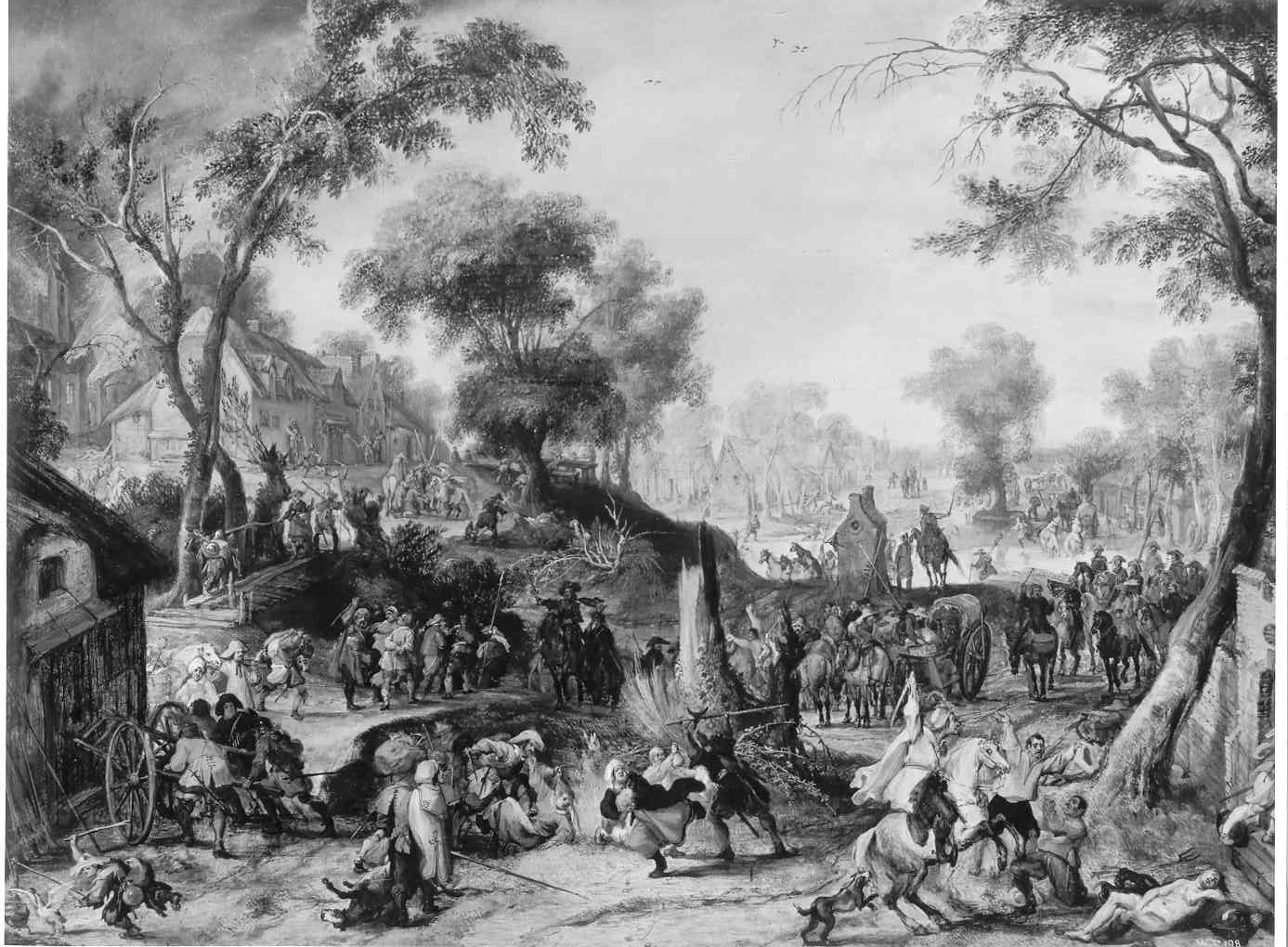
Cuadro de Pieter Snayers robado en 2006.

La Colección Harrach (en alemán: Graf Harrach’sche Familiensammlung) es una de las colecciones privadas de origen aristocrático más importantes que subsisten en Europa. Se conserva y exhibe al público en el castillo (Schloss) de Rohrau (Austria), a pocos kilómetros al este de Viena. Debido a la antigua presencia de los Harrach en la corte de Madrid, la colección cuenta con importantes ejemplos de pintura española.

## Historia
La familia de los condes de Harrach adquirió en 1524 la propiedad conocida como Veste Rohrau, enclavada a medio camino entre Viena y Bratislava, y con el tiempo la convirtió en una de las más bellas mansiones campestres de Austria.
Schloss Rohrau fue residencia de los Harrach hasta 1945. Tras sufrir daños vandálicos poco después, fue rehabilitada y desde 1970 acoge la colección familiar, reunida a lo largo de varios siglos. 
Los Harrach fueron una de las familias sobresalientes del imperio austrohúngaro y algunos de sus miembros ostentaron altos cargos como embajadores en España, virreyes de Nápoles y príncipes de la Iglesia. Su actividad en Madrid y Nápoles explica que abundantes pinturas italianas y españolas llegasen a sus manos. La Colección Harrach participa actualmente en exposiciones, prestando obras a instituciones como el Museo del Prado y el Museo Picasso de Barcelona.
Desde 2004, Schloss Rohrau dedica un programa anual de actos al músico Joseph Haydn, el hijo más ilustre de la localidad, quien cuenta con un museo muy cerca. El castillo alberga conciertos con obras de Haydn, interpretados por orquestas de cámara. Y al igual que otras grandes mansiones europeas, ofrece algunos de sus salones a empresas y particulares, para la celebración de congresos, bodas y demás festejos.

## Colecciones
Las colecciones de los Harrach se nutren principalmente de las escuelas italiana y española.
Hay que mencionar La Virgen y el Niño de Marco Basaiti, El juicio de Paris y La bendición de Jacob de Luca Giordano, Sileno entre flores y frutas de Jan Fyt, La matanza de los inocentes de Massimo Stanzione y La Sagrada Familia de Mengs. Especial importancia para el arte español tiene la colección aportada por el conde Ferdinand Bonaventura von Harrach, dos veces embajador en Madrid, que incluye el retrato de Carlos II como gran maestre de la Orden del Toisón de Oro, posiblemente el retrato más importante de Juan Carreño de Miranda y que es una rareza, por su pomposo vestuario, en la pintura cortesana española del siglo XVII, además de dos curiosos bodegones de Francisco Palacios y una Inmaculada creída original de José de Ribera. 
En 2006, la colección sufrió un robo y perdió un cuadro de Pieter Snayers: Asalto a una aldea.